# Einsatzgruppen
Les Einsatzgruppen (pluriel de Einsatzgruppe, littéralement « groupes d'intervention ») étaient les unités mobiles d'extermination du IIIe Reich allemand. À partir de l'invasion de la Pologne, ces unités de police politique militarisées étaient chargées de l'assassinat systématique des opposants réels ou supposés au régime nazi, particulièrement des Juifs. Les Einsatzgruppen ont été l'instrument de ce qu'on nomme également la « Shoah par balles » qui fit [Combien ?]de victimes.

## Organisation
Ces groupes agissent à l'arrière du front de Est dans les territoires occupés (Pologne, Union soviétique et pays baltes). Ils sont sous l'autorité administrative de l'armée mais, pour les ordres opérationnels, obéissent à l'Office central de la sécurité du Reich (RSHA, Reichssicherheitshauptamt), l'organisme notamment chargé de la mise en œuvre de la Shoah, créé par Heinrich Himmler et dirigé par Reinhard Heydrich jusqu'à sa mort en 1942, puis par Ernst Kaltenbrunner.
Ces groupes mobiles d'extermination, eux-mêmes divisés en sous-groupes ou Einsatzkommando, sont principalement composés :
- de membres de la SS venant du RSHA — la SiPo (c'est-à-dire la Gestapo et la Kripo) et le SD ;
- de membres de l’Ordnungspolizei (l’OrPo) ;
- d’auxiliaires locaux de la police de sécurité, la Schutzmannschaft.

Les missions d'extermination des Einsatzgruppen sont successivement l'élimination en masse des cadres polonais, des Juifs et des Tziganes, puis, avec la rupture du Pacte germano-soviétique et de l'invasion de l'Union soviétique à partir du 22 juin 1941, des prisonniers de guerre et des civils soviétiques, en grande majorité des Juifs,, des partisans (qualifiés par les SS de « saboteurs » et de « terroristes »), des cadres soviétiques, dont les commissaires politiques et des communistes au sens général du terme.
De 1940 à 1944, les Einsatzgruppen assassinent plus d'un million et demi de personnes, essentiellement des Juifs. Leur action fut la première phase de la Shoah, s'effectuant dans un premier temps au travers de fusillades dites « Shoah par balles »,, et dans un deuxième temps au moyen de camions à gaz itinérants, avant la mise en place définitive des centres d'extermination à partir de fin 1941.

## Premières interventions
L'étymologie du mot « Einsatzgruppen » ne fait pas référence à une mission mortifère. Leur création est notamment liée au fait que, depuis la guerre de 1870 et la Première Guerre mondiale, les militaires allemands en campagne redoutent l'action de groupes de francs-tireurs insaisissables, méconnaissables, jetant le trouble et la confusion sur les arrières du front allemand.
Lors de l'Anschluss et de l'invasion de la Tchécoslovaquie, les Einsatzgruppen suivent les troupes allemandes pour sécuriser les territoires occupés, confisquer les armes, rassembler des documents et arrêter les opposants politiques. Ils doivent aussi mettre en place l'expulsion des Juifs d'Autriche et de la région des Sudètes. Près de 4 500 personnes sont arrêtées et 1 300 maintenues en détention dans les territoires occupés en mars 1939.

## Discours de justification de la propagande nazie
Dès l'intervention de ces groupes en Pologne à l'automne 1939, l'action des Einsatzgruppen est présentée par la propagande nazie comme une action défensive de la part du Reich, qui prolonge l'action défensive des Allemands ayant vécu sous la tutelle polonaise entre 1919 et 1939.
Lors de la préparation de l'invasion de l'Union soviétique, l'idéologie nazie présente les Einsatzgruppen comme des acteurs du combat de l'Allemagne pour son existence dans le cadre d'une guerre totale d'extermination.
La guerre avec l'URSS communiste revêt une dimension idéologique importante. Pour les Allemands qui pénètrent en Union soviétique, les Slaves de l'Est sont perçus comme des barbares, des « Mongols ». Les Einsatzgruppen favorisent les pogroms en Union soviétique. Ils souhaitent que les populations locales prennent part aux pogroms pour des raisons de maintien de l'ordre. En Lettonie, le pogrom de Riga fait quatre cents victimes. L'Einsatzgruppe filme les pogroms à des fins de propagande.

## Massacres en Pologne
« Notre force tient à notre rapidité et à notre brutalité. […] L'objectif de la guerre ne sera pas d'atteindre une ligne donnée, mais d'anéantir physiquement l'adversaire. C'est pourquoi j'ai disposé — pour l'instant seulement à l'Est — mes unités à tête de mort ; elles ont reçu l'ordre de mettre à mort sans merci et sans pitié beaucoup d'hommes, de femmes et d'enfants d'ascendance et de langue polonaise. C'est la seule manière pour nous de conquérir l'espace vital dont nous aurons besoin. »

— Discours d'Hitler à ses généraux, 22 août 1939

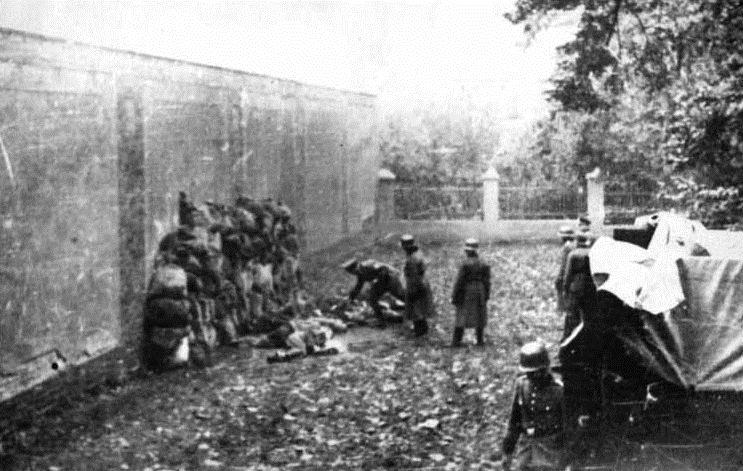
Exécution de Polonais par un Einsatzkommando, octobre 1939.

C'est lors de la campagne de Pologne que s'opère la première phase de radicalisation de l'action des Einsatzgruppen, auxquels Hitler, dans un entretien avec Brauchitsch, assigne « certaines tâches ethniques ».
Cette campagne est la première des guerres de revanche menée par le Reich. À ce titre, la propagande nazie la présente comme une réparation de l'affront de 1918, à savoir la perte des conquêtes issues de la paix de Brest-Litovsk en 1918, et comme une opération de défense des minorités allemandes incorporées dans le territoire polonais.

### Préparation

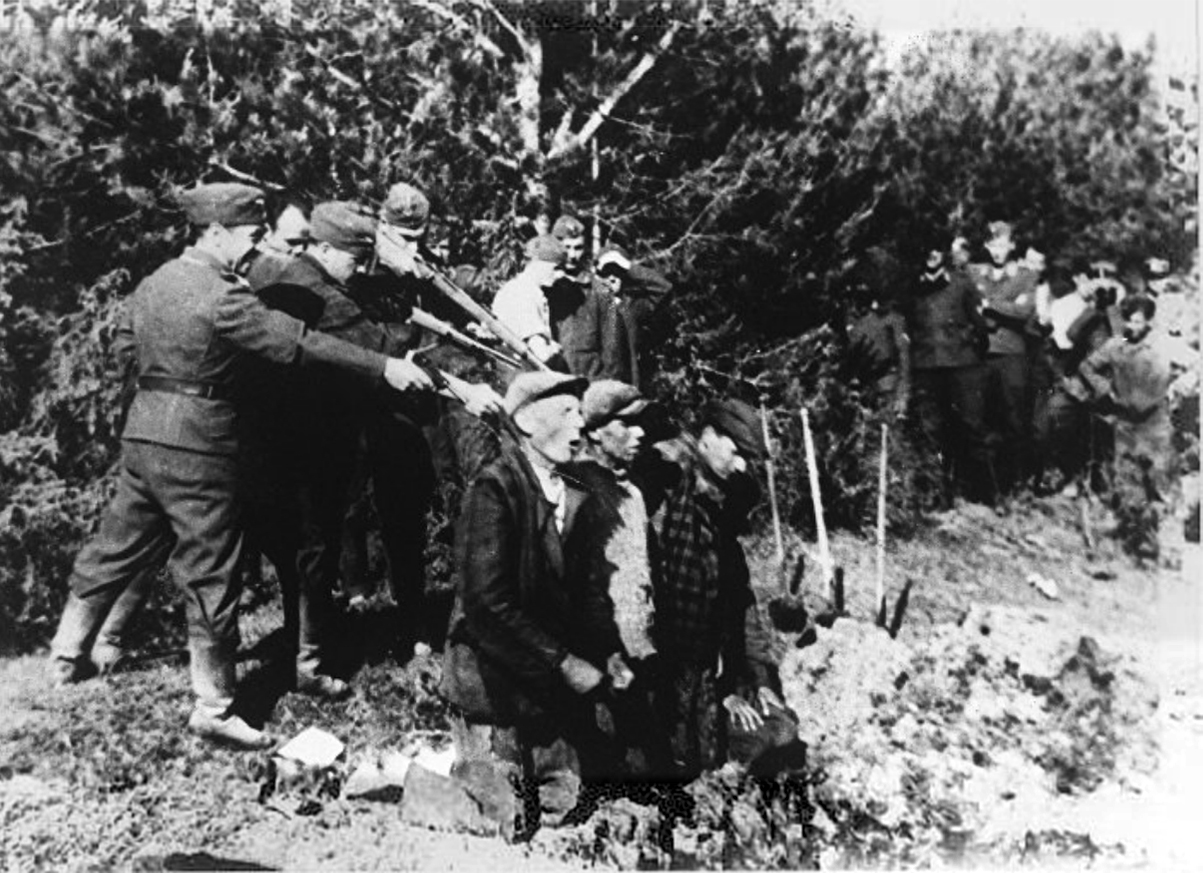
Action des Einsatzgruppen à Kovno en Lituanie : exécution de Juifs résidents locaux.

L'opération Tannenberg, dont le nom, choisi par Himmler, évoque à la fois la victoire de 1914 et surtout la défaite de 1410, est conçue comme une mesure de rétorsion face à cette défaite. Cinq Einsatzgruppen sont constitués en juillet par Heydrich ; par la suite, deux  Einsatzgruppen supplémentaires sont créés ainsi qu'un Einsatzkommando (« commando d'intervention ») indépendant formé à Dantzig. Au total, ces unités comptent 3 000 hommes, issus de la Gestapo, du SD, de la Kripo et de l'Ordnungspolizei.
Dès le mois d'avril 1939, les militaires sont informés de la compétence du parti et de ses organisations paramilitaires à l'arrière du front.
Le 5 juillet, une réunion organisée autour des services de Heydrich précise l'action de ces unités : quatre groupes d'intervention, divisés en cinq commandos de cent hommes, soit 2 000 hommes au total, sont planifiés ; parmi ces 2 000 hommes, 450 hommes sont détachés du SD.

### Motivations
L'action de ces groupes, qui porte officiellement sur l'arrestation systématique de tous les ennemis potentiels, fait l'objet de négociations entre Heydrich et le général de brigade Eduard Wagner, responsable de la logistique au sein de l'OKW, entre le 31 juillet et le 29 août 1939.
Loin de se limiter à leur mission officiellement convenue lors des négociations, dans le sillage de la Wehrmacht, les Einsatzgruppen procèdent au massacre planifié de l'élite polonaise, et particulièrement les Juifs considérés comme opposants potentiels.
Si la Wehrmacht commet elle aussi de nombreuses exactions en représailles aux actions de francs-tireurs, le plus souvent imaginaires, l'action des Einsatzgruppen est quant à elle planifiée avant même le début de l'invasion, dirigée vers des victimes prédéfinies, considérées comme des opposants ou de futurs opposants potentiels à l'occupation allemande. Heydrich indique ainsi :

« Nous voulons bien protéger les petites gens, mais les aristocrates, les curetons et les Juifs doivent être supprimés. »

### Tueries de masse

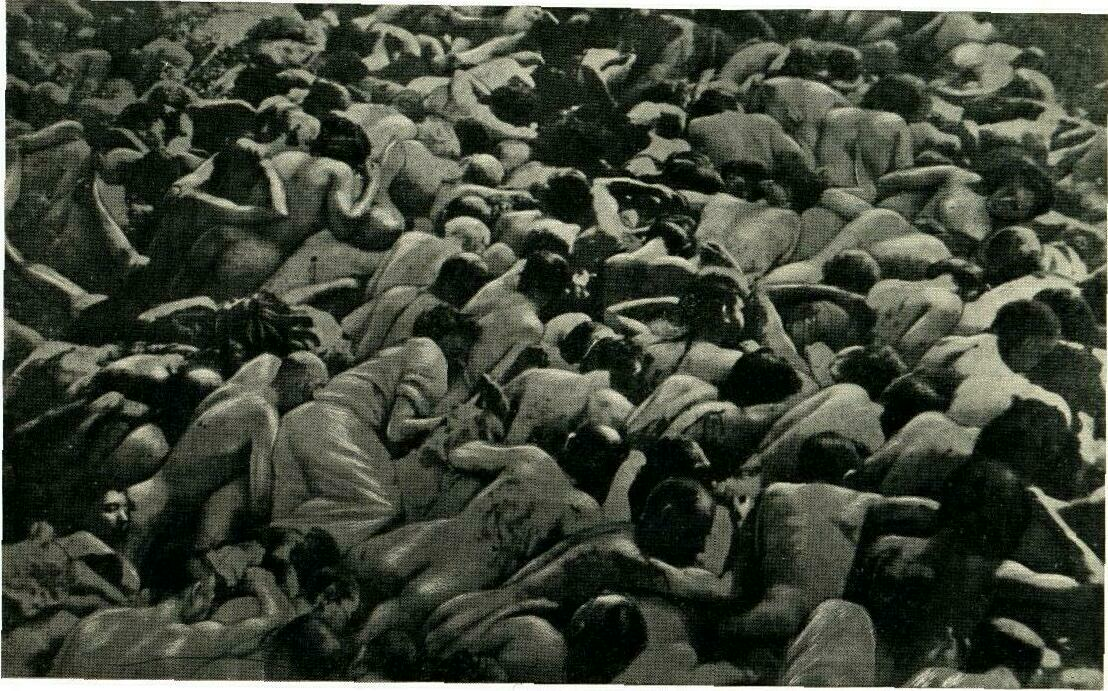
Des Juifs de la voïvodie de Tarnopol abattus par balles dans un charnier à ciel ouvert près de Złoczów (Ukraine).

Les tueries sont menées en parallèle avec celles commises par trois régiments des Totenkopfverbände (unités à tête de mort) qui suivent les troupes allemandes pour « appréhender les réfugiés récemment arrivés dans le pays et traquer les éléments hostiles au régime, parmi lesquels les francs-maçons, les Juifs, les communistes, l'intelligentsia, le clergé et l'aristocratie ». La brutalité des unités de la SS et le nombre des assassinats qu'elles commettent font l'objet de vives critiques du général de la Wehrmacht, Johannes Blaskowitz : « Les sentiments de la troupe envers la SS et la police oscillent entre la répulsion et la haine. Tous les soldats sont pris de dégoût et de répugnance devant les crimes commis en Pologne ». Il semble être le seul à juger « inopportun » de livrer des suspects aux Einsatzgruppen. Après la fin de la campagne de Pologne, lors d'un rassemblement d'officiers, le Generalleutnant Mieth déclare que les formations de police qui ont pratiqué des exécutions de masse « sans procédure juridique régulière [ont] sali l'honneur de la Wehrmacht ». Ces « incidents » ne sont clos qu'après un accord entre Walther von Brauchitsch et Heinrich Himmler, début 1941, accord selon lequel les « événements locaux de 1939 [sont] définitivement clos » et ne doivent plus être abordés.
Les actions menées par l’Einsatzgruppe II dirigé par Emanuel Schäfer et de l'Einsatzgruppe d'Udo von Woyrsch suscitent un profond malaise au sein du commandement de la Wehrmacht. Après un entretien avec Walther von Brauchitsch, commandant en chef, le général Wagner rencontre Heydrich le 19 septembre 1939, pour obtenir des précisions sur les missions confiées aux Einsatzgruppen. Sur ce point, Heydrich est très clair : il s'agit de la purification radicale des Juifs, de l'intelligentsia, du clergé et de la noblesse. Selon Christopher R. Browning, le commandement de la Wehrmacht ne souhaite contester que ponctuellement les décisions de la SS, éviter les pires bavures et « gagner du temps de sorte que la Wehrmacht puisse se retirer de Pologne les mains propres ».
Les Einsatzgruppen I, IV et V ont de plus pour mission spécifique de mener une politique de terreur à l'encontre des Juifs : ainsi, entre le 15 et le 19 septembre, la synagogue de Dynow, près de la rivière San, est incendiée, avec une dizaine de Juifs à l'intérieur ; mais l'ensemble des Einsatzgruppen engagés en Pologne a pour consigne de chasser le maximum de Juifs vers les territoires échus en partage à l'URSS.
Le territoire polonais est également utilisé par les Einsatzgruppen pour l'élimination des handicapés mentaux et physiques, dans le prolongement de l'Action T4. Les premières victimes sont déportées de Poméranie et massacrées en octobre 1939. Ces opérations font plusieurs milliers de victimes, dont certaines sont tuées au moyen de camions de déménagement reliés à des réservoirs de monoxyde de carbone pur.
De septembre 1939 au printemps 1940, les assassinats commis par les Einsatzgruppen, la Waffen-SS et leurs auxiliaires font entre 50 000 et 60 000 victimes.

## Invasion de l'Union soviétique
La préparation de l'opération Barbarossa fait changer la nature de l'action des Einsatzgruppen. Dès le printemps 1941, ils sont organisés en plusieurs unités opérant dans des espaces délimités, leur action faisant l'objet d'intenses négociations entre la Wehrmacht et la SS. Ils sont alors présentés comme les héros de la lutte des Germains contre les Slaves.

### Printemps 1941: une préparation minutieuse

#### Préparation militaire et opérationnelle

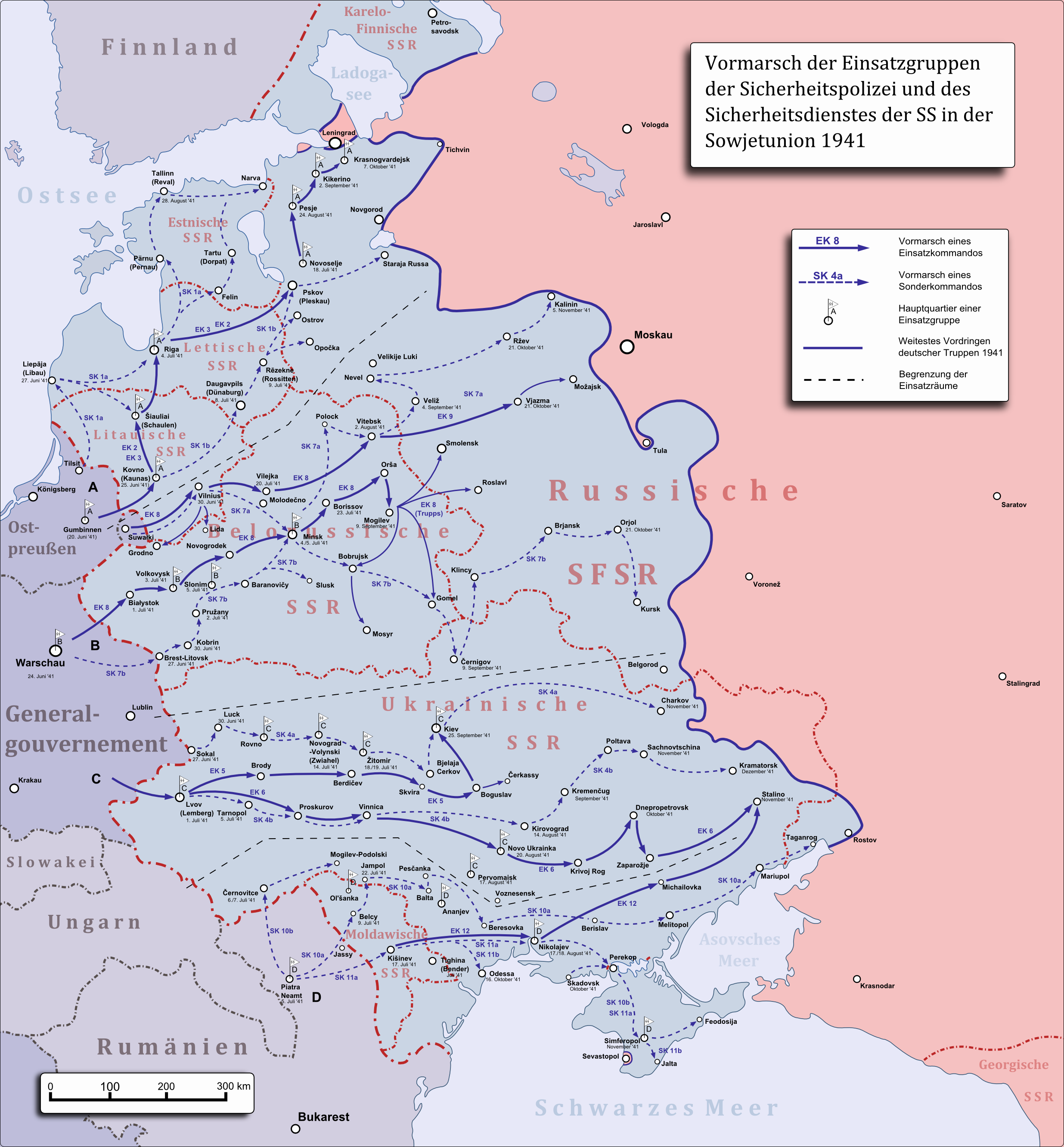
Carte allemande, montrant la conduite des opérations des Einsatzgruppen allemands des SS en Union soviétique en 1941.

Le 3 mars 1941, Adolf Hitler exige du chef du bureau opération de la Wehrmacht, le général Alfred Jodl, que soit examinée l'intégration des services du Reichsführer-SS Heinrich Himmler dans les zones d'opération de l'Armée, ce qui débouche sur d'intenses négociations au sein de la Wehrmacht, puis entre celle-ci et la SS. Dès le 5 mars, la Wehrmacht accepte de limiter le rôle des juridictions militaires aux affaires internes à la troupe ou aux affaires liées à une menace immédiate contre l'Armée. En l'absence d'administration civile, l'arrière du front devient de ce fait une zone de non-droit où la SS a les mains libres.
Le rôle des Einsatzgruppen est mentionné dans des instructions du commandant en chef Wilhelm Keitel, le 13 mars 1941 :

« Dans le cadre des opérations de l'Armée et dans le but de préparer l'organisation politique et administrative [des territoires occupés], le Reichsführer SS assume, au nom du Führer, la responsabilité des missions spéciales qui résulteront de la nécessité de mettre fin à l'affrontement entre deux systèmes politiques opposés. Dans le cadre de ces missions, le Reichsführer agira en toute indépendance et sous sa seule responsabilité. »

Ces instructions sont détaillées dans un accord négocié entre Reinhard Heydrich, chef du RSHA, et le général Wagner, en date du 26 mars 1941. Le texte est précis sur l'objectif de mission : « Les Sonderkommandos sont autorisés, dans le cadre de leur mission et sous leur propre responsabilité, à prendre des mesures exécutives contre la population civile ». L'accord finalisé en mai 1941 après des discussions entre Wagner et Walter Schellenberg rajoute un droit tactique substantiel, celui d'opérer en plus des arrières des armées et groupes d'armées sur les arrières des corps d'armées pour ainsi capturer plus rapidement les victimes juste derrière le front. Les Einsatzgruppen étaient ainsi placés sous la double autorité conjointe de l'Armée pour le contrôle territorial et administratif et du RSHA pour le contrôle opérationnel et fonctionnel.
Au printemps 1941, plusieurs milliers de membres de la SS et de l’Ordnungspolizei sont rassemblés dans une école de police à Pretzsch, sur l'Elbe. À l'exception de quelques dirigeants, ils ne savent pas à quelle mission ils seront affectés. Leur entraînement est réduit à sa plus simple expression.
En outre, le 17 juin 1941, donc tardivement, lors d'une réunion avec les chefs des Einsatzgruppen, Reinhard Heydrich établit la liste des personnes à assassiner :

« Tous les fonctionnaires du Komintern, la plupart de ceux-ci devant être des politiciens de carrière ; les fonctionnaires de haut rang et de rangs intermédiaires ainsi que les extrémistes du parti communiste, du comité central et des comités régionaux et locaux ; les commissaires du peuple ; les Juifs occupant des fonctions au sein du parti communiste ou du gouvernement, ainsi que tous les autres éléments extrémistes, saboteurs, propagandistes, francs-tireurs, assassins, agitateurs… »

— Reinhard Heydrich, 17 juin 1941.
L'imminence de l'invasion de l'Union soviétique constitue ainsi une deuxième inflexion majeure du rôle confié aux Einsatzgruppen : ils deviennent aussi, selon la propagande nazie, des acteurs du combat pluriséculaire des Germains contre les Slaves. Dans cette perspective, la figure du judéo-bolchevisme constitue, aux yeux de certains généraux allemands conservateurs, le dernier avatar en date de la figure du Slave engagé dans une lutte à mort contre les Germains.
Si l'exécution des assassinats relevait de la SS, l'identification des populations d'un village à l'autre a reposé sur les minutieux travaux cartographiques compilés pour le Generalplan Ost par son administration civile, l'Ost Institut.

#### Organisation générale (juin 1941)
Quatre Einsatzgruppen sont constitués en préparation de l'invasion de l'Union soviétique, alliée du IIIe Reich depuis la signature du Pacte germano-soviétique le 23 août 1939. Affectés aux arrières d'un groupe d'armées, ils sont divisés en Einsatzkommandos (« commandos d'intervention ») eux-mêmes divisés en Sonderkommandos (« commandos spéciaux »), qui réalisent les opérations de tuerie mobiles.

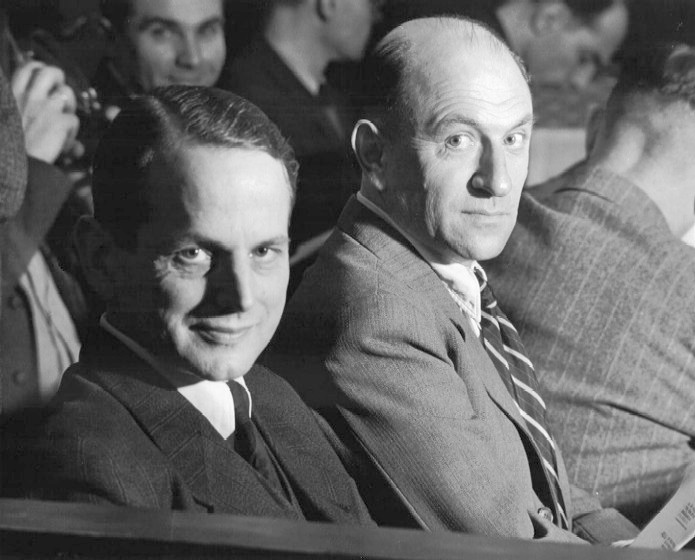
Au procès des Einsatzgruppen à Nuremberg, Otto Ohlendorf (à gauche), chef de l’Einsatzgruppe D, et Heinz Jost, chef de l’Einsatzgruppe A.

- Einsatzgruppe A (Sonderkommandos 1a et 1b, Einsatzkommandos 2 et 3)

groupe d'armées Nord (Ostland et Nord de la Russie)
SS-Brigadeführer Dr Franz Walter Stahlecker, jusqu'au 23 mars 1942, avec à ses côtés Martin Sandberger (1911–2010), chef de l'Einsatzkommando 1a.
SS-Brigadeführer Heinz Jost de mars à septembre 1942
Ce groupe travailla notamment avec le sonderkommando Arājs, du nom du SS letton Viktors Arājs. Celui-ci fut responsable à lui seul de la mort d'entre 50 000 et 100 000 personnes (principalement juives ou communistes). Arājs sera arrêté en 1975 et condamné en 1979.
- Einsatzgruppe B (Sonderkommandos 7a, 7b et 7c, Einsatzkommandos 8 et 9, Vorkommando Moskau)

groupe d'armées Centre (Est de la Pologne, Biélorussie, et Russie centrale)
SS-Brigadeführer Arthur Nebe (jusqu'en octobre 1941)
divisé en six commandos (bien que sa structure soit fluide), dont le Vorkommando Moskau, dirigé au début par le Brigadeführer SS Franz Six, qui devait opérer à Moscou si la capitale était prise. À partir de décembre 1941, ce commando, particulièrement actif du côté de Smolensk, fut dirigé par le Sturmbannführer Friedrich Buchardt (1909-1982).
- Einsatzgruppe C (Sonderkommandos 4a, 4b, Einsatzkommandos 5 et 6 et le 201e bataillon Schutzmannschaft à partir d'août 1941)

groupe d'armées Sud (Centre et Nord de l'Ukraine)
SS-Gruppenführer Dr Otto Rasch (jusqu'en octobre 1941).
- Einsatzgruppe D (Sonderkommandos 10a, 10b, 11a, 11b, Einsatzkommandos 12) : 11e armée (Sud de l'Ukraine, Crimée et Caucase)

SS-Gruppenführer Otto Ohlendorf (jusqu'en juin 1942).

### Opérations mobiles de tuerie, première étape du génocide

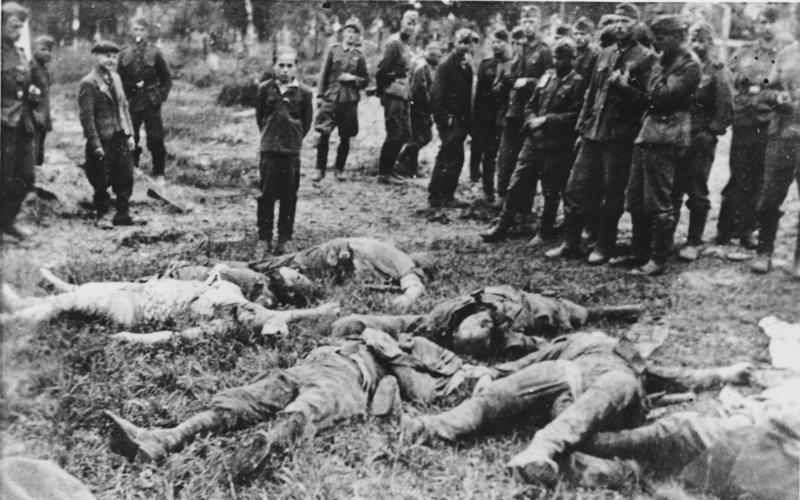
Le 5 juillet 1941 à Zboriv (Ukraine), dénommée Zborów à l'époque, un jeune adolescent est amené sur les lieux du meurtre de sa famille. Il va ensuite être abattu d'une balle dans la nuque par l'officier nazi qui se trouve derrière lui.

#### Premiers massacres à la Shoah par balles
« Les tentatives de nettoyage de la part des éléments anticommunistes ou antisémites dans les zones qui seront occupées ne doivent pas être gênées. Au contraire, il faut les encourager, mais sans laisser de traces, de sorte que ces milices d'autodéfense ne puissent prétendre plus tard qu'on leur a donné des ordres ou [fait] des concessions politiques. […] Pour des raisons évidentes, de telles actions ne seront possibles que pendant la phase initiale de l'occupation militaire. »

— Reinhard Heydrich, 29 juin 1941.
Les massacres de masse commencent dès le 23 juin dans la ville de Garsden, le long de la frontière entre le Reich et l'URSS, côté soviétique : après la prise de la ville, le 22 juin dans l'après-midi, les gardes-frontières allemands, dont l'unité est dénommée à partir de ce moment Einsatzkommando Tilsit, exécutent en deux jours les 700 habitants juifs de la ville, dont certains, originaires de Memel, connaissaient leurs bourreaux ; ce commando, commandé par un officier nazi fanatique, H.J. Böhme de la Schutzpolizei, s'illustre en Lituanie, au point de revendiquer 3 302 victimes dans un rapport du 18 juillet 1941.
Dès leur entrée à Kaunas, en Lituanie, le 23 juin 1941, des unités de l’Einsatzgruppe A suscitent des attaques spontanées de la population locale contre les Juifs : les pogroms qui ensanglantent la ville font plusieurs milliers de victimes ; à Kaunas, des escadrons de la mort lituaniens se déchaînent également ; un soldat allemand de la 562e compagnie de boulangers a vu « des civils lituaniens frapper un certain nombre de civils avec différents types d'armes jusqu'à ce qu'ils ne donnent plus signe de vie » ; « d'autres témoins décrivent la présence enthousiaste de la population lituanienne (dont beaucoup de femmes avec des enfants s'installant au premier rang pour la journée). » Des pogroms ont également lieu en Ukraine. Dans cette région, les nazis exploitent l'assassinat par le NKVD d'environ vingt mille prisonniers. Même s'il n'y a aucun lien entre les victimes des pogroms et les bourreaux du NKVD, pour déchaîner la haine de la foule, les nazis désignèrent comme responsables les « judéo-communistes ».
À Lvov, après avoir été obligés par les Ukrainiens d'enterrer les victimes du NKVD, les Juifs de la ville sont abattus dans des fosses, dans les prisons ou dans les rues et les places. À Zloczow, le Sonderkommando 4b de l’Einsatzgruppe C « se contente d'un rôle relativement passif consistant à encourager les Ukrainiens », essentiellement des membres de l'OUN, les soldats de la 5e Panzerdivision SS Wiking « n'ayant aucunement besoin d'être aiguillonnés ». Dans les premiers jours de l'occupation, le lien supposé entre Juifs et NKVD explique que la plupart des massacres de Juifs se produisent sans intervention allemande : « La plupart des Juifs qui ont péri à Brzezany ce jour-là ont été assassinés à coup de manches à balai sur lesquels on avait fixé des clous […]. Il y avait des rangées de bandits ukrainiens, armés de gros bâtons. Ils ont forcé ces gens, les Juifs, à passer entre les deux rangées et les ont massacrés de sang-froid avec ces bâtons ». S'ils ne sont qu'en petite partie spontanés, les pogroms ne sont pas non plus généralisés : à Brest-Litovsk, « les Biélorusses et les Polonais exprimèrent ouvertement leur compassion envers les victimes juives et leur dégoût des méthodes barbares employées par les Allemands » ; en Ukraine, dans la région de Jitomir, les responsables allemands regrettent qu'« il n'a été presque nulle part possible d'amener la population à prendre des mesures actives contre les Juifs ».
Les instructions données par Heydrich le 17 juin 1941 sont suivies à la lettre : début juillet 1941, l’Einsatzkommando 9 de l’Einsatzgruppe B se livre à des exécutions de masse au sein de la population juive de Białystok, au Nord-Est de la Pologne. À la même période, d'autres unités de l’Einsatzgruppe B assassinent les hommes juifs en âge de porter les armes à Minsk, à Vitebsk et à Vilnius, aidés dans cette ville par des auxiliaires locaux. L’Einsatzgruppe C sévit en Ukraine et en Galicie. À l'initiative d'Himmler, en juillet 1941, les trois mille hommes des Einsatzgruppen sont renforcés par plusieurs dizaines de milliers de membres de la SS et de l’Ordnungspolizei et de deux brigades de la Waffen SS, placés sous le commandement des chefs suprêmes de la SS et de la police (Höhere SS- und Polizeiführer), comme Erich von dem Bach-Zelewski ou Odilo Globocnik ; le 25 juillet 1941, Himmler donne l'ordre de constituer des unités auxiliaires de police « avec les éléments fiables et anticommunistes parmi les Ukrainiens, les Estoniens, les Lettons et les Biélorusses », dont les effectifs atteignent trente-trois mille hommes fin 1941.
Les Einsatzgruppen poursuivent leur macabre besogne, notamment en Ukraine occidentale. Fin juillet, le 45e bataillon de la police de réserve y massacre toute la population juive de la petite ville de Chepetivka, entre Lviv et Kiev, hommes, femmes et enfants. Entre le 27 juillet et le 11 août 1941, sur les ordres directs de Himmler, deux régiments de la brigade de cavalerie de la Waffen-SS, commandée par Hermann Fegelein tuent tous les Juifs de la région des marais de Polésie, sans distinction d'âge ou de sexe.

#### Été 1941, un tournant dans l'action desEinsatzgruppen
Dès le premier mois du conflit contre l'URSS, la SS joue un rôle essentiel, tant sur le front qu'à l'arrière. À ce titre, le Reichsführer-SS Himmler effectue de fréquents voyages dans les territoires conquis en Union soviétique.
Le 29 juillet 1941, Himmler arrive à Kaunas pour accélérer le rythme des assassinats de masse. Il poursuit ensuite son inspection dans la région de Minsk, où il rencontre Erich von dem Bach-Zelewski.
Un autre voyage est organisé à la mi-août 1941 : départ du Wolfsschanze le 14 août, retour en Prusse-Orientale le 16 à la mi-journée. Il est connu par l'abondance d'écrits des différents protagonistes : Frentz, Himmler, Grothmann, aide de camp de ce dernier.
Himmler et sa suite arrivent à Minsk le 14 août, le Reichsführer prend connaissance des rapports de ses subordonnés sur place dès le 14, assiste à une exécution de masse de civils juifs raflés la veille dans le ghetto, puis retourne en Prusse-Orientale le lendemain. Lors de ce voyage est lancée, de la part des cercles dirigeants de la SS, une réflexion en vue de limiter les contacts directs des exécutants avec les victimes : c'est ainsi que des expériences de mise à mort par gaz sont tentées sur les pensionnaires de l'asile d'aliénés de la localité voisine.
À la suite de ce voyage, Himmler souhaite la mise en place de procédés d'exécution qui seraient de nature à éviter aux exécutants une trop grande proximité avec les civils assassinés et le spectacle de ces nombreux morts, afin de les « épargner », selon le mot du Reichsführer-SS.
C'est d'ailleurs à la suite de ce voyage que Nebe reçoit mandat de Himmler d'exterminer les pensionnaires de l'asile voisin autrement qu'en les fusillant : diverses expériences sont tentées sans succès à la fin de l'été, asphyxie par gaz d'échappement, emploi d'explosifs au cours des mois suivants.

#### Méthodes d'assassinat
Les assassinats commis par les Einsatzgruppen se déroulent dans un véritable bain de sang, même si les méthodes diffèrent selon les unités concernées.

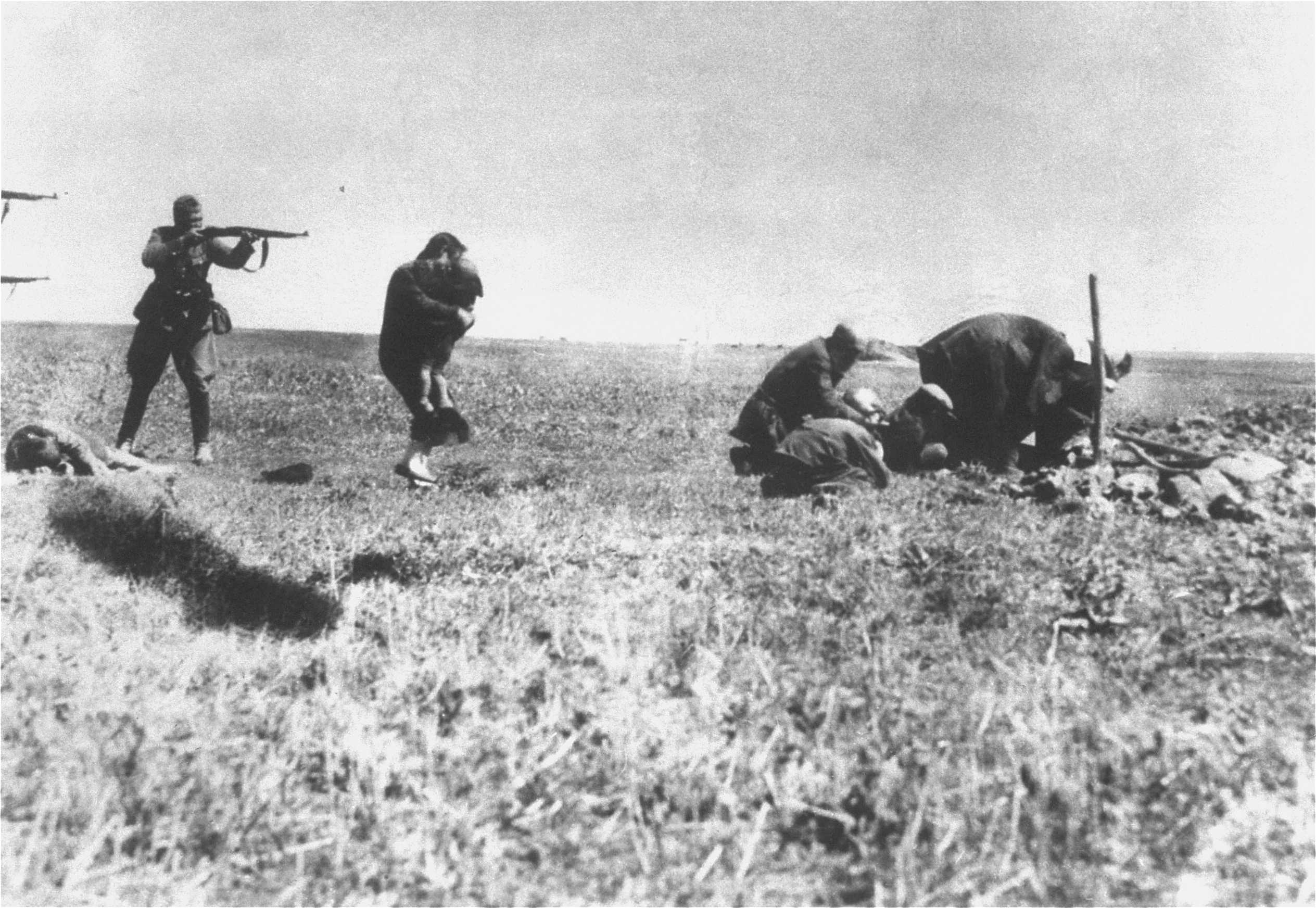
Assassinat de Juifs dans la région d’Ivanhorod en 1942 : une mère protège son enfant avant d’être abattue d’une balle dans la nuque.

Le Sonderkommando 7a de l’Einsatzgruppe B, commandé par Walter Blume, colonel de l’Ordnungspolizei, mène les exécutions à Minsk et à Vitebsk « selon la méthode militaire », c'est-à-dire en faisant tirer sur chaque victime par trois hommes. Si cette méthode se traduit par une grande consommation de munitions, elle permet de diluer la responsabilité, aucun des tireurs ne pouvant déterminer quelle balle a tué la victime.
Le massacre perpétré le 15 août 1941 à proximité de Minsk par le Sonderkommando 8 de l'Einsatzgruppe B, lors du voyage d'inspection de Himmler dans la région, se fait selon d'autres modalités. Il ne concerne dans un premier temps que les hommes, puis le Reichsführer-SS ordonne l’exécution des femmes et des enfants. Les victimes, arrêtées à Minsk la veille, acheminées par camions sont exécutées nues, par vagues de 8 à 10 par un peloton. Elles doivent s'allonger sur les corps des précédents, puis sont abattues d'une balle dans la tête ou dans la nuque.

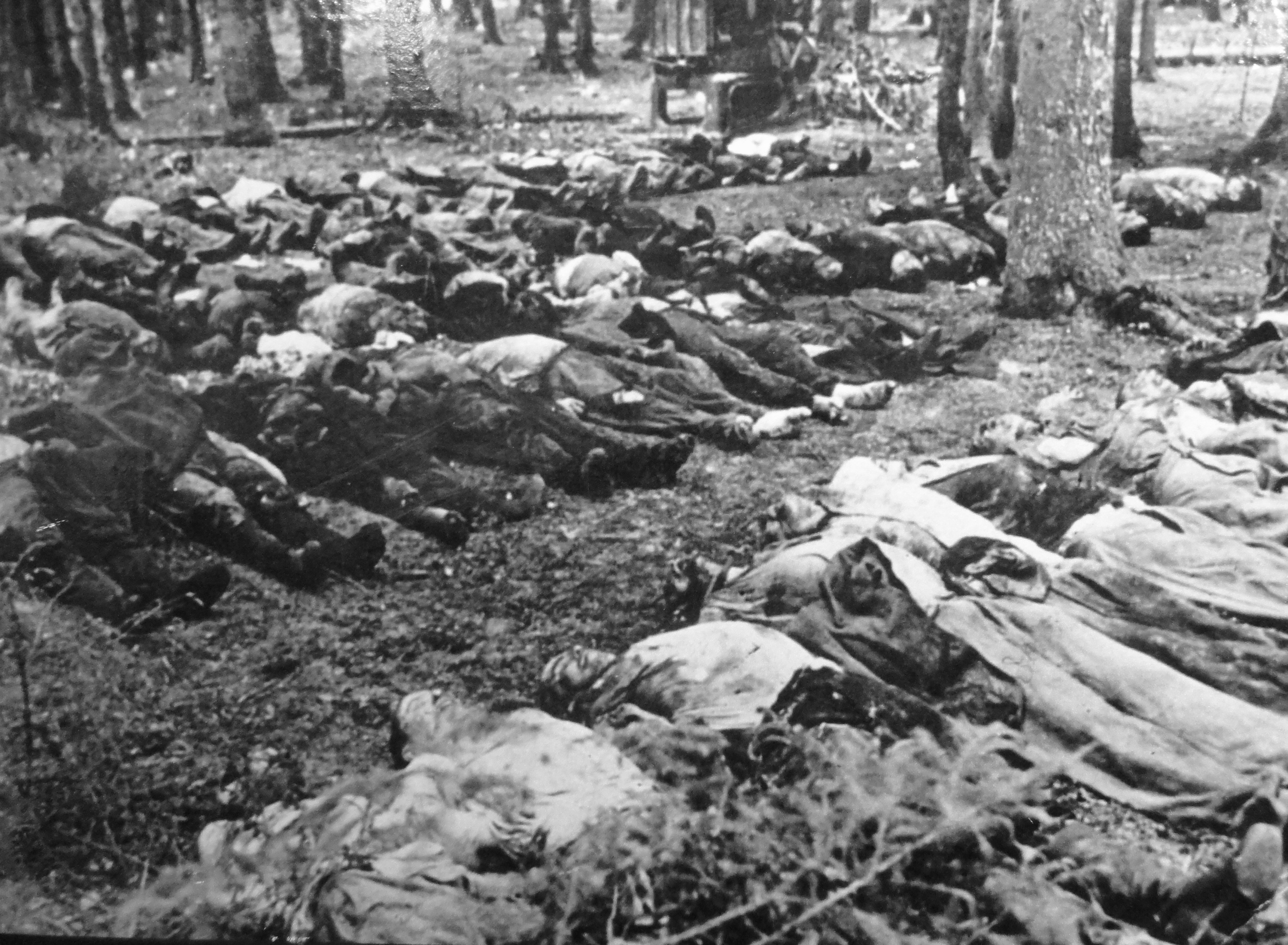
L'un des massacres de Paneriai (1941).

À Poneriai (en polonais : Ponary), près de Vilnius (voir massacre de Poneriai), des auxiliaires lituaniens, sous les ordres de l’Einsatzkommando 9a, obligent leurs victimes à se dénuder jusqu'à la ceinture et à se couvrir le visage de leur chemise avant de les assassiner, un peloton de dix hommes tirant sur dix Juifs ; ils utilisent également une mitrailleuse légère avant d'achever les blessés d'une balle dans la tête. C'est également à la mitrailleuse que sont massacrés, le 27 et 28 août, 23 600 Juifs à Kamenets-Podolski, sous les ordres du Höhere SS- und Polizeiführer (HSSPF) Jeckeln.
En Ukraine, les unités du même Jeckeln forcent les victimes à s'allonger sur le sol, face contre terre, avant de les tuer d'une balle dans la nuque, et ce, couche après couche. À la cinquième ou sixième couche, on recouvre la fosse de terre. Cette méthode, une invention de Jeckeln, qu'il nomme Sardinenpackung (méthode des sardines), remporte bientôt un franc succès et tend à se généraliser aux autres bataillons d'extermination.
Dans certains cas, les tueurs sont amenés sur place par avion par la Luftwaffe, comme à Berditchev et Koroliouk, en Ukraine, le 14 septembre 1941.
L'extension des meurtres de masse aux femmes et aux enfants juifs augmente la brutalité des bourreaux. Viktors Arājs, chef d'un Sonderkommando composé d'auxiliaires lettons, explique que si ses tueurs jettent les enfants en l'air avant de leur tirer dessus, ce n'est pas parce qu'ils sont des gamins farceurs, mais pour éviter de dangereux ricochets des balles sur le sol.
Ces terribles méthodes n'empêchent pas que s'installe une certaine routine :

« Les opérations commençaient dans la nuit, aux toutes premières heures du matin. […] Si le nombre de victimes était de, mettons, deux cents, tout était terminé pour le petit déjeuner. À d'autres occasions, ils travaillaient jusqu'à midi et plus tard. À la fin de l'opération, et parfois pendant, du schnaps et des zakouskis étaient servis. Les membres du peloton étaient toujours récompensés par de l'alcool [sur place], mais ceux qui montaient la garde ou étaient punis devaient attendre le retour au quartier général. »

— Andrew Ezergailis, historien letton, à propos des massacres de Riga.

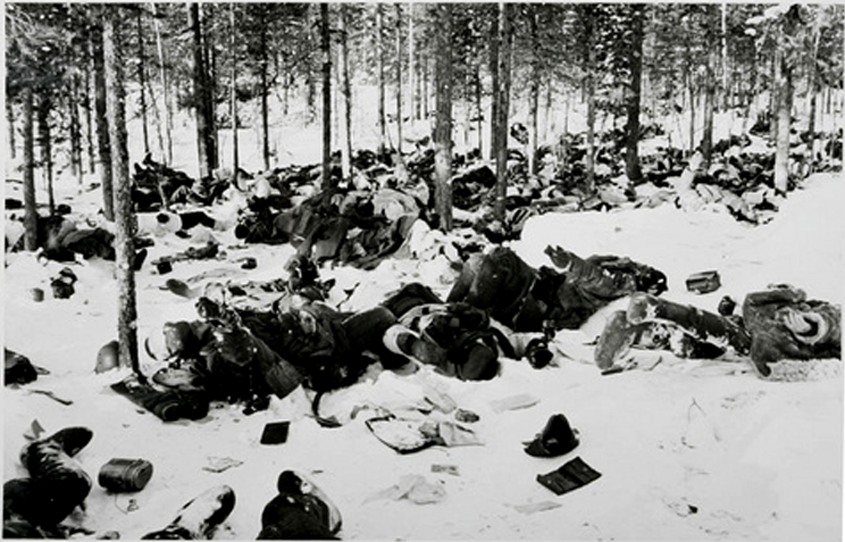
Forêt et corps enneigés après le massacre de Dzyatlava.

Si les méthodes diffèrent, le nombre des victimes varie lui aussi fortement. Les Einsatzkommandos et Sonderkommandos font parfois plusieurs centaines ou plusieurs milliers de victimes en un endroit unique et en quelques jours. Au fil du temps, le nombre des victimes augmente pour atteindre plusieurs dizaines de milliers de victimes au cours d'une seule opération.
Mais les troupes des Einsatzgruppen parcourent également les bourgs, hameaux et petits villages pour des opérations à petite échelle.

« Au bord de la fosse, il y avait un escalier sommaire, en terre. Les Juifs se déshabillaient, tabassés par les gardes. Complètement nus, famille après famille, les pères, les mères et les enfants descendaient calmement les marches et s'allongeaient, face contre terre, sur les corps de ceux qui venaient d'être fusillés. Un policier allemand, Humpel, avançait, debout, marchait sur les morts et assassinait chaque Juif d'une balle dans la nuque. […] Régulièrement, il arrêtait les tirs, remontait, faisait une pause, buvait un petit verre d'alcool puis redescendait. Une autre famille juive, dénudée, descendait et s'allongeait dans la fosse. Le massacre a duré une journée entière. Humpel a tué tous les Juifs du village, seul. »

— Récit de Luba, témoin visuel du massacre de la population juive du petit village de Senkivishvka en juin 1941.
.
La nature et le déroulement de leurs opérations posent plusieurs problèmes aux responsables, mobilisent de nombreux hommes pour une efficacité limitée et provoquent des troubles psychologiques et une tendance à l'alcoolisme chez une partie des exécuteurs, dont certains restent traumatisés.
Plusieurs dirigeants d’Einsatzgruppen réclament dès lors une autre méthode d'extermination, psychologiquement plus supportable pour les bourreaux. L'argument fut d'autant plus écouté par le RSHA que les charniers étaient parfois photographiés par des soldats de la Wehrmacht ou des personnes vivant à proximité. La méthode de substitution à la fusillade fut l'utilisation de camions aménagés, tuant par asphyxie mortelle au gaz d'échappement. Lorsque la décision fut prise, à la fin de 1941, d'exterminer les Juifs d'Europe occidentale à leur tour, la méthode de gazage (monoxyde de carbone, puis Zyklon B dans le camp d'Auschwitz-Birkenau) fut adoptée de préférence à la fusillade.
Lorsque les tueurs estimaient que l’extermination prendrait du temps, ils firent créer des ghettos pour y parquer les survivants, en attendant leur élimination. Mais dans plusieurs cas, cette création ne fut pas nécessaire, notamment à Kiev : trente-trois mille Juifs ont été assassinés en quelques jours, à Babi Yar (le ravin des grands-mères).
Leur action fut complétée par des unités formées par les chefs de la SS et de la police, par le Sicherheitsdienst du Gouvernement général de Pologne et par la Gestapo de Tilsit. C’est le cas, notamment, à Memel (plusieurs milliers de victimes), Minsk (2 278 victimes), Dniepropetrovsk (quinze mille victimes) et Riga.
Les Einsatzgruppen n'ont pas participé aux massacres en Bessarabie et n'en ont commis qu'au début de l'opération Barbarossa en Podolie et à Odessa, car dans ces régions, c'est le régime fasciste du maréchal Ion Antonescu, satellite et allié de l'Allemagne, qui a mis en œuvre son propre plan d'extermination jusqu'en février 1943.

### Complices desEinsatzgruppen

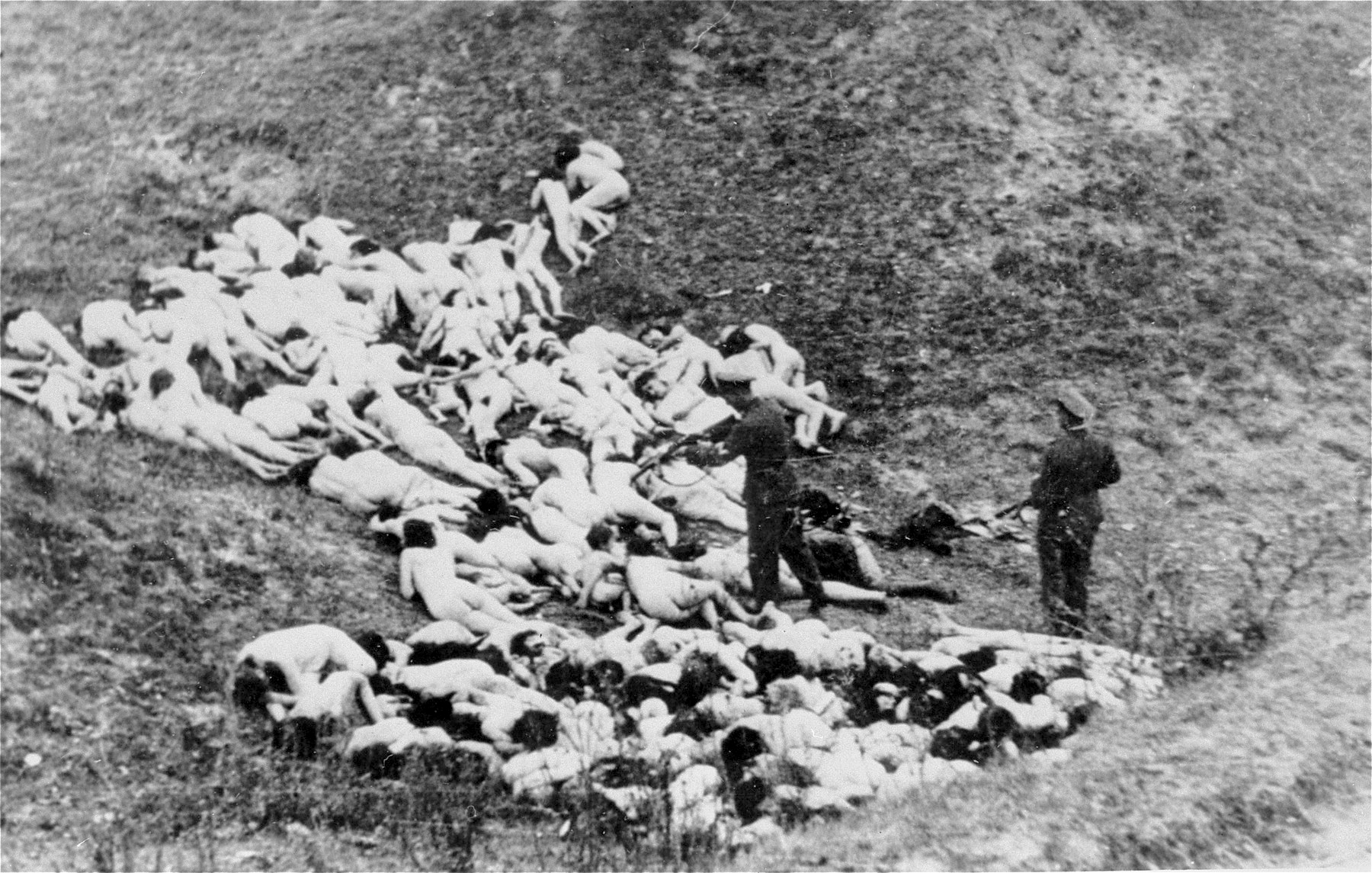
Officier de police allemand achevant les femmes juives dénudées, survivantes d'une exécution de masse du ghetto de Mizoche, 14 octobre 1942.

La collaboration de la Wehrmacht, en vertu de l'accord signé fin mai 1941 entre l'OKW (haut commandement des forces armées) et le RSHA, avec les unités mobiles de tuerie sur un soutien logistique militaire dépassa sur le terrain largement ce cadre formel. Dans bien des cas, les soldats raflèrent eux-mêmes les Juifs pour que les Einsatzkommandos les fusillent, participèrent eux-mêmes aux massacres, ou fusillèrent, sous prétexte de représailles, des Juifs. Ainsi, à Minsk, plusieurs milliers de « Juifs, criminels, fonctionnaires soviétiques et Asiatiques » furent rassemblés dans un camp d’internement, puis assassinés par des membres de l'Einsatzgruppe B et de la Police secrète de campagne.
Les Einsatzgruppen pouvaient aussi compter sur la collaboration active des bataillons de l'Ordnungspolizei et sur celle des Höhere SS- und Polizeiführer comme Erich von dem Bach-Zelewski.
Les Einsatzgruppen s’efforcèrent de susciter des pogroms locaux, à la fois pour diminuer leur charge de travail et pour impliquer une part maximale de la population locale dans l’anéantissement des Juifs. Pour cela, la propagande nazie s’adressa aux populations occupées et, conformément au thème du judéo-bolchévisme, accusa tous les Juifs en bloc d’avoir dénoncé au NKVD les personnes déportées au Goulag en 1940-1941 lors de l’invasion soviétique de la Pologne orientale (Ukraine occidentale) et des pays baltes ainsi que pendant l'année qui suivit, jusqu’à l’opération Barbarossa.
Toutefois, les bureaucrates du RSHA et les commandants de l’armée ne souhaitaient pas que de telles méthodes fussent employées, les uns parce que ces formes de tueries leur paraissaient « primitives » — donc d’une efficacité médiocre par rapport à l’extermination systématique des Einsatzgruppen —, les autres parce que ces pogroms faisaient mauvais effet. Les pogroms eurent donc lieu, principalement, dans des territoires où le commandement militaire était encore mal assuré de son autorité : en Galicie et dans les pays baltes, tout particulièrement en Lituanie. En quelques jours, des collaborationnistes lituaniens massacrèrent 3 800 juifs à Kaunas.

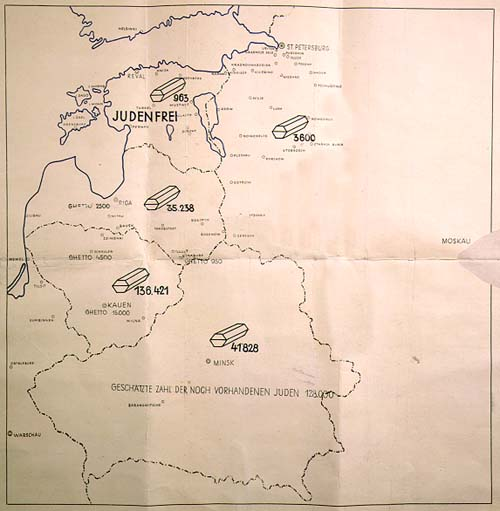
Carte issue du rapport adressé au RSHA à Berlin par Stahlecker intitulé "Exécutions des Juifs menées par l'Einsatzgruppe A". Sur l'Estonie est portée la mention Judenfrei (littéralement, selon la terminologie nazie : vide (ou libre) de Juifs).

Les Einsatzgruppen trouvèrent une aide plus importante et plus durable en formant des Hiwi, bataillons auxiliaires dans la population locale, dès le début de l’été 1941. Ils furent créés, pour la plupart, dans les pays baltes et en Ukraine (voir police auxiliaire ukrainienne). L’Einsatzkommando 4a (de l’Einsatzgruppe C) décida ainsi de ne plus fusiller que les adultes, les Ukrainiens se chargeant d’assassiner les enfants.
Quelquefois, la férocité des collaborateurs locaux effraya jusqu’aux cadres des Einsatzgruppen eux-mêmes. C’est le cas, en particulier, des membres de l’Einsatzkommando 6 (de l’Einsatzgruppe C), « littéralement épouvantés par la soif de sang » que manifesta un groupe d’« Allemands ethniques » d’Ukraine. Le recrutement en Ukraine occidentale, Lituanie et Lettonie, pays de tradition catholique où les curés expliquaient encore au catéchisme que les Juifs étaient des « tueurs du Christ », fut plus facile qu’en Estonie, pays de tradition protestante où la haine des Juifs était presque inexistante.
Il faut toutefois rappeler que la majorité des bourreaux étaient des citoyens du Reich : Allemands ou Autrichiens. Dans un contexte plus large, S. T. Possony, sur la base de chiffres provenant de l’Office israélien d’investigation sur les crimes de guerre, estime que sur les 95 000 personnes impliquées dans les mesures anti-juives, massacres et déportations, on dénombre 45 000 Allemands et 8 500 Autrichiens, 11 000 Baltes (parmi lesquels le Sonderkommando Arājs de la police auxiliaire lettone), 11 000 Ukrainiens, 9 000 Russes et Biélorusses, 7 500 Polonais et 3 000 Européens de l’Ouest.

Quelques protagonistes
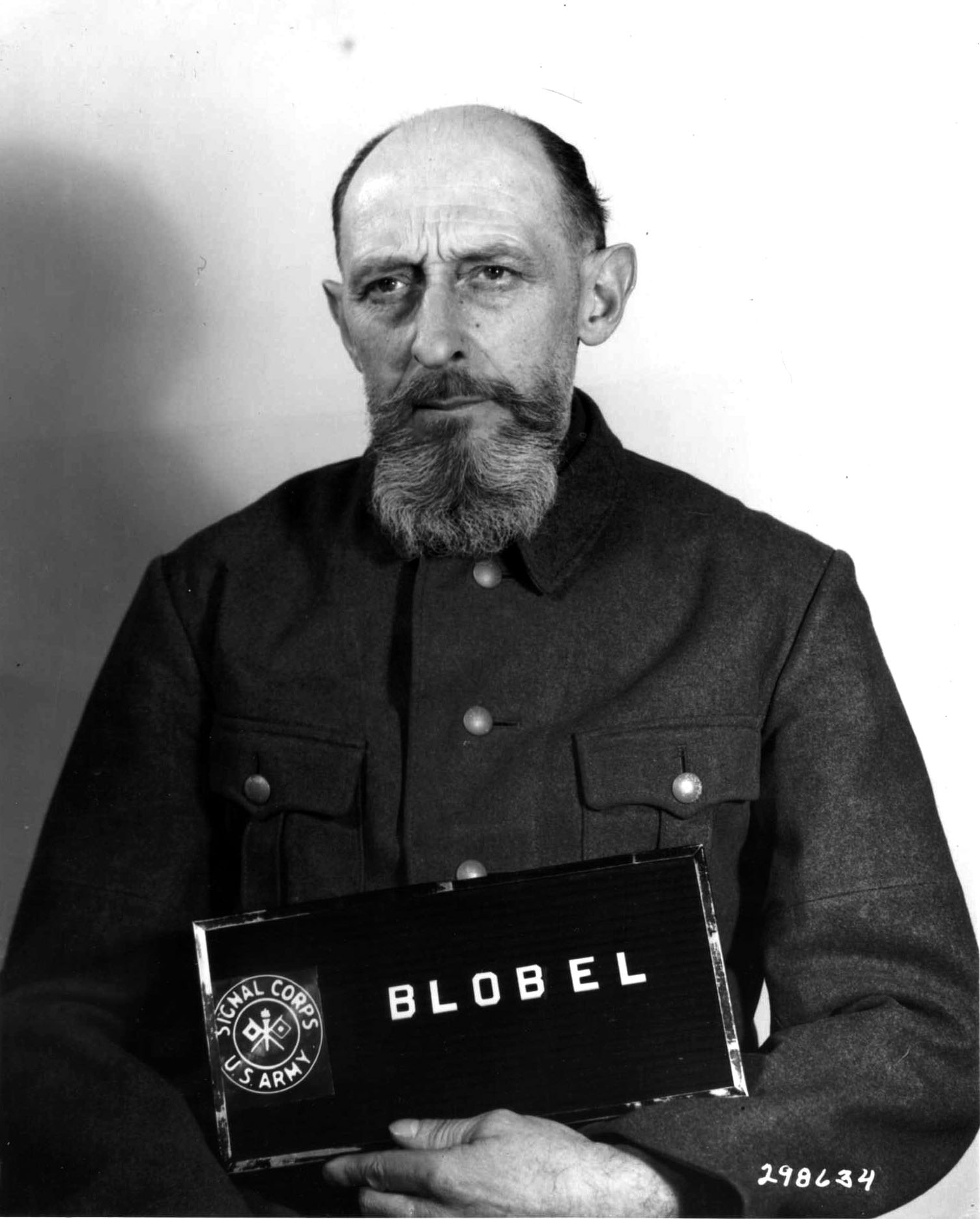
Paul Blobel (1884-1951), commandant du sonderkommando 4a de l'einsatzgruppe C, a organisé et exécuté le grand massacre de Babi Yar, en 1941, a été le premier à utiliser un camion à gaz, a développé les chambres à gaz pour les camps d'extermination en Pologne, a dirigé en 1942 l'opération 1005 pour exhumer des millions de corps sur les sites de massacre en 'Europe de l'Est dans le but d'effacer toutes les preuves de la Shoah.
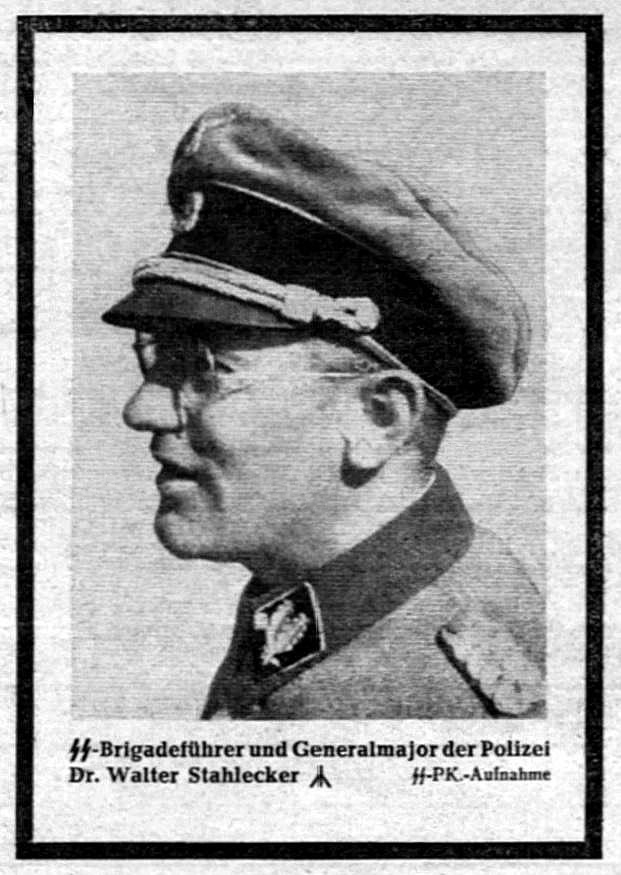
Walter Stahlecker (1900-1942) - SS-Brigadführer et général de division de la police, commandant de l'Einsatzgruppe A. Cette section était active dans les pays baltes et dans le nord de la Russie soviétique, acteur de la Shoah par balles. Il a ensuite été remplacé par Heinz Jost.
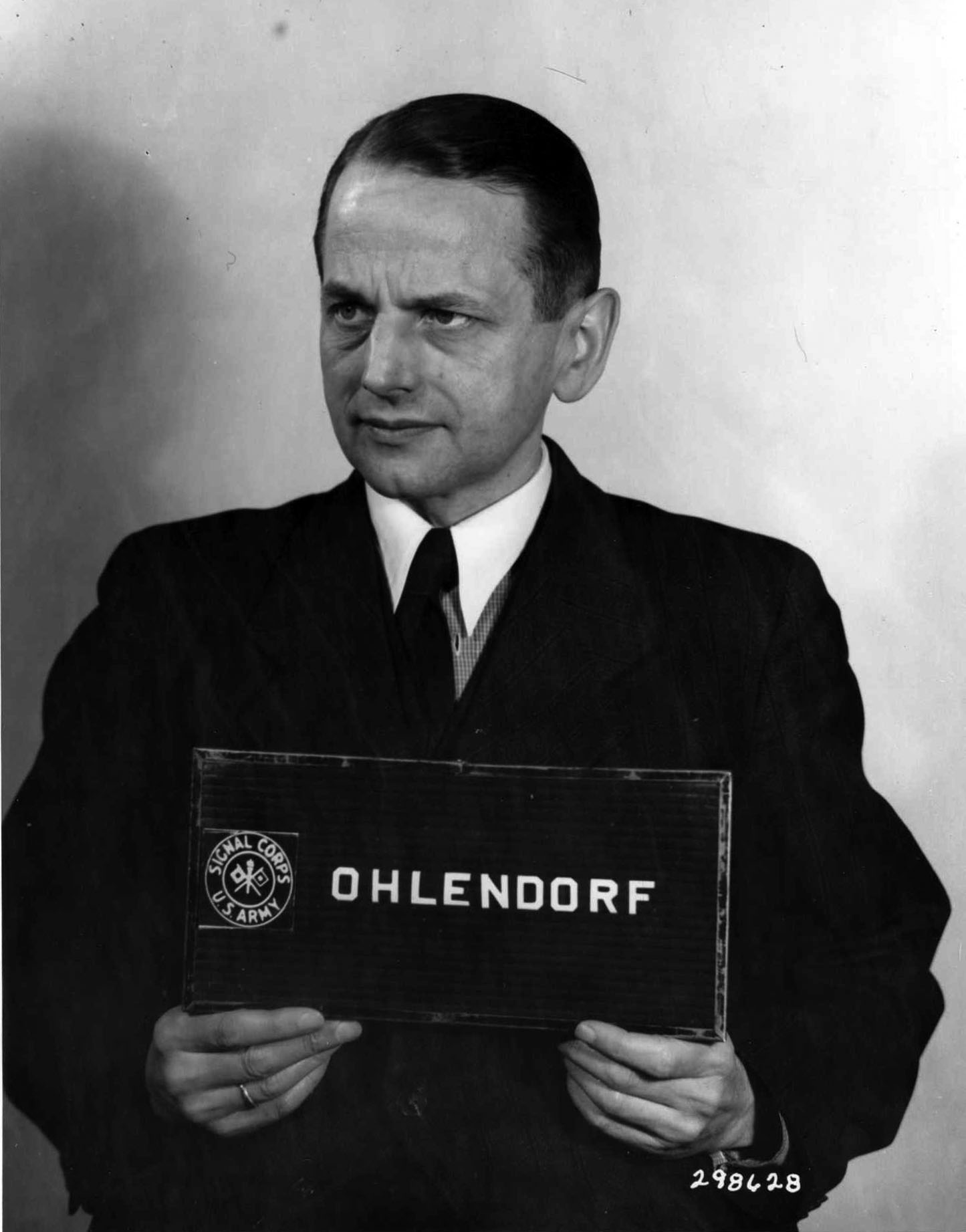
Otto Ohlendorf (1907-1951), ancien commandant de l'Einsatzgruppe D, qui a perpétré des meurtres de masse en Moldavie, dans le sud de l'Ukraine, en Crimée et, en 1942, dans le Caucase du Nord.
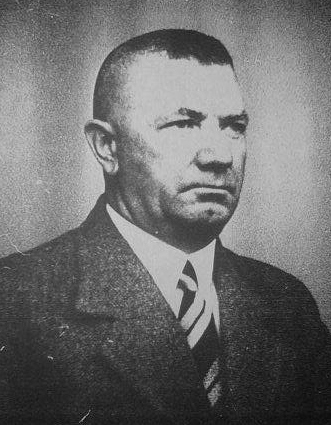
Ernst Damzog (1882-1945), agent de la Gestapo et officier de la Waffen-SS, responsable d'une section du quartier général de la Gestapo à Berlin et commandant de l'Einsatzgruppe V, qui a commis des meurtres de masse en Pologne en 1939.
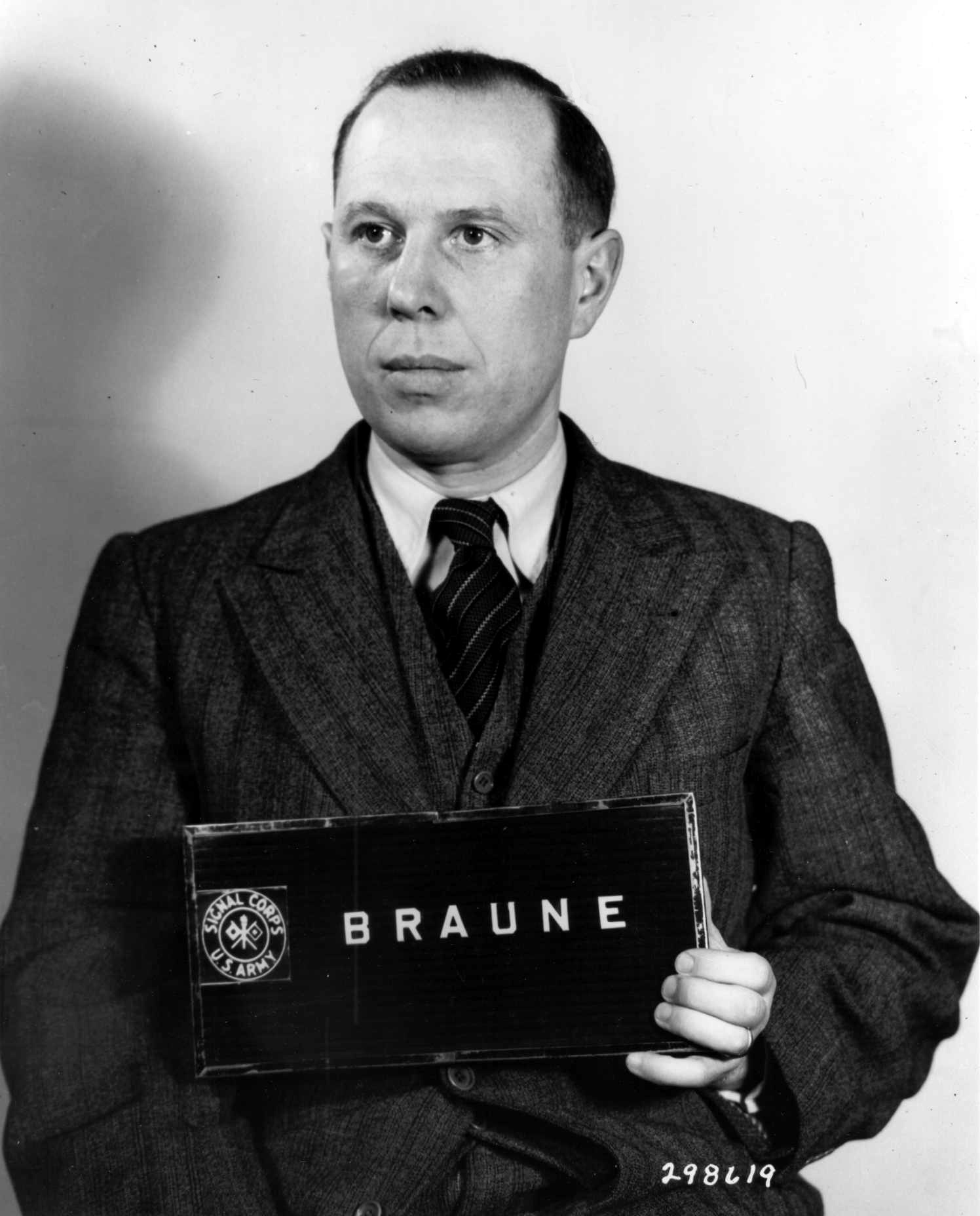
Werner Braune (1909-1951), commandant de l'Einsatzkommando 11b, de l'Einsatzgruppe D, a organisé et mené des meurtres de masse de Juifs dans la zone arrière sud du groupe d'armées, le Reichskommissariat Ukraine, au sud de l'Ukraine et en Crimée.
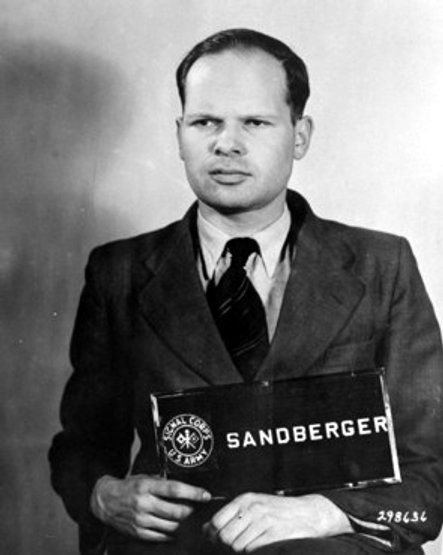
Martin Sandberger (1911-2010), ancien commandant du sonderkommando 1a de l'Einsatzgruppe A, ayant été actif dans l'extermination des Juifs des États baltes puis en Italie, organisant la déportation des Juifs vers Auschwitz.
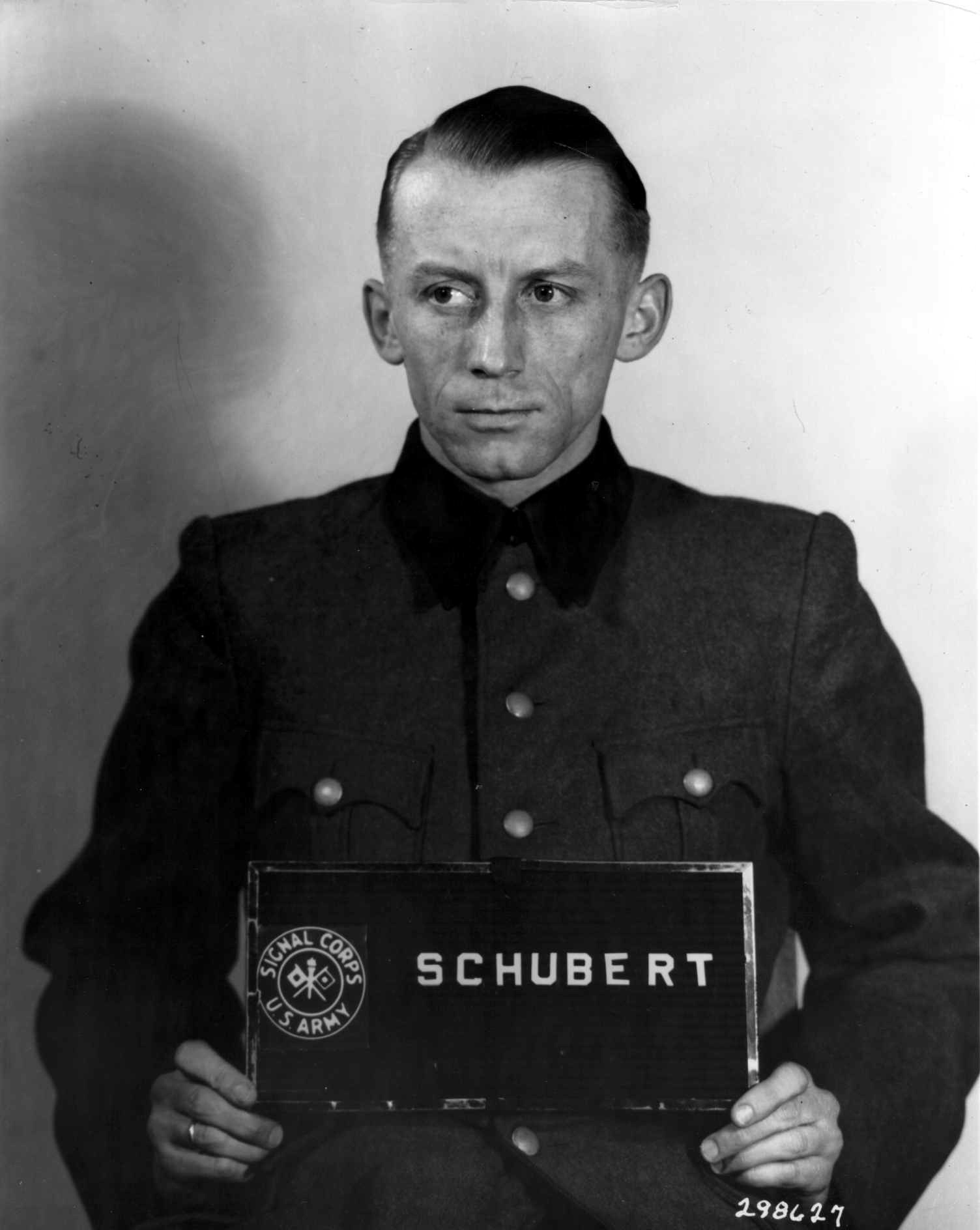
Heinz Schubert (1914-1987), Obersturmführer dans la SS, membre de la SD, et officier dans l’Einsatzgruppe D.

### Bilan
Les Einsatzgruppen gardaient des registres de leurs massacres et l’un des plus célèbres est le « rapport Jäger », couvrant l’opération de l’Einsatzkommando 3 sur plus de cinq mois en Lituanie. Il fut écrit par Karl Jäger, le commandant de l'unité. Il y inclut une liste détaillée récapitulant chaque massacre, se montant à 137 346 victimes, et y atteste : « […] je peux confirmer aujourd'hui que l'Einsatzkommando 3 a atteint son objectif de résoudre le problème juif en Lituanie. Il n'y a plus de Juifs en Lituanie, mis à part les travailleurs juifs et leurs familles ». Après la guerre, en dépit de ces registres, Jäger vécut en Allemagne sous son propre nom jusqu'en 1959, date à laquelle il fut finalement arrêté pour crime de guerre, à la suite de quoi il se suicida.
Au terme d’un décompte partiel obtenu grâce aux rapports d’Einsatzgruppen, et du rapport de Himmler à Hitler en décembre 1942, Raul Hilberg totalise 900 000 victimes mais il estime que cela ne représente que les deux tiers des victimes juives des « opérations mobiles de tueries ». Outre les Juifs non comptabilisés mais effectivement tués par les Einsatzgruppen, il faut ajouter, écrit Hilberg, ceux qui ont été tués par la deuxième vague d'unités mobiles de tuerie, partie après les Einsatzgruppen, et de composition semblable, bien qu'elles ne portent pas ce nom, ainsi que les Juifs tués par l'Armée allemande et l'Armée roumaine, ainsi que les victimes de privations dans les ghettos, les centres d'internement et dans la nature. Au total, il estime donc qu'environ 1 400 000 Juifs ont été victimes des opérations mobiles de tuerie pendant la Seconde Guerre mondiale.

## Études et analyses
Dans Des Hommes ordinaires, l'historien Christopher Browning fait une étude détaillée du comportement, des motivations et des actes du 101e bataillon de réserve de la police allemande, qui fut jugé après la guerre pour les faits de massacres de Juifs en Pologne.
Les chefs des Einsatzgruppen et des Einsatzkommados étaient majoritairement des personnes diplômées, exerçant souvent des professions libérales. Ils n'ont presque jamais exprimé le moindre remords ou regret.
Les motivations des hommes engagés dans les unités mobiles de tuerie, de même d'ailleurs que des autres exécutants de la Shoah, font l'objet d'un débat historiographique souvent âpre. Browning insiste sur l'aspect ordinaire des tueurs, qui ont accepté d'exécuter leur tâche avant tout par docilité.
À l'inverse, pour Daniel Goldhagen, la principale explication se trouve dans l'adhésion au projet nazi d'extermination, adhésion provenant de l'antisémitisme « éliminationniste », développé en Allemagne, c'est-à-dire la volonté de se séparer physiquement, par expulsion ou extermination, des Juifs auparavant déshumanisés par la propagande nazie comme « inférieurs », « nuisibles », « parasites », « suppôts du capitalisme » ou « du bolchévisme » et autres prétextes.
Pour Richard Rhodes, la théorie de Goldhagen « a un caractère tautologique, puisqu'elle inclut l'effet (l'élimination) dans la cause (l'antisémitisme) ». Il critique notamment l'affirmation de Goldhagen selon laquelle « les individus doivent être motivés pour en tuer d'autres, sinon ils ne le feraient pas » en la qualifiant de naïve et de lapalissade. Se rapprochant de Browning, Rhodes explique la motivation des tueurs en se basant sur l'approche du criminologue Lonnie Athens : un phénomène de socialisation entre eux par la violence, articulé en quatre étapes : la brutalisation, la belligérance, le comportement violent et la virulence. L'un n'exclut pas l'autre : des motivations idéologiques, sadiques ou simplement prédatrices (les victimes étant dépouillées de tout, jusqu'à leurs dents en or) ont pu converger pour aboutir au même crime.

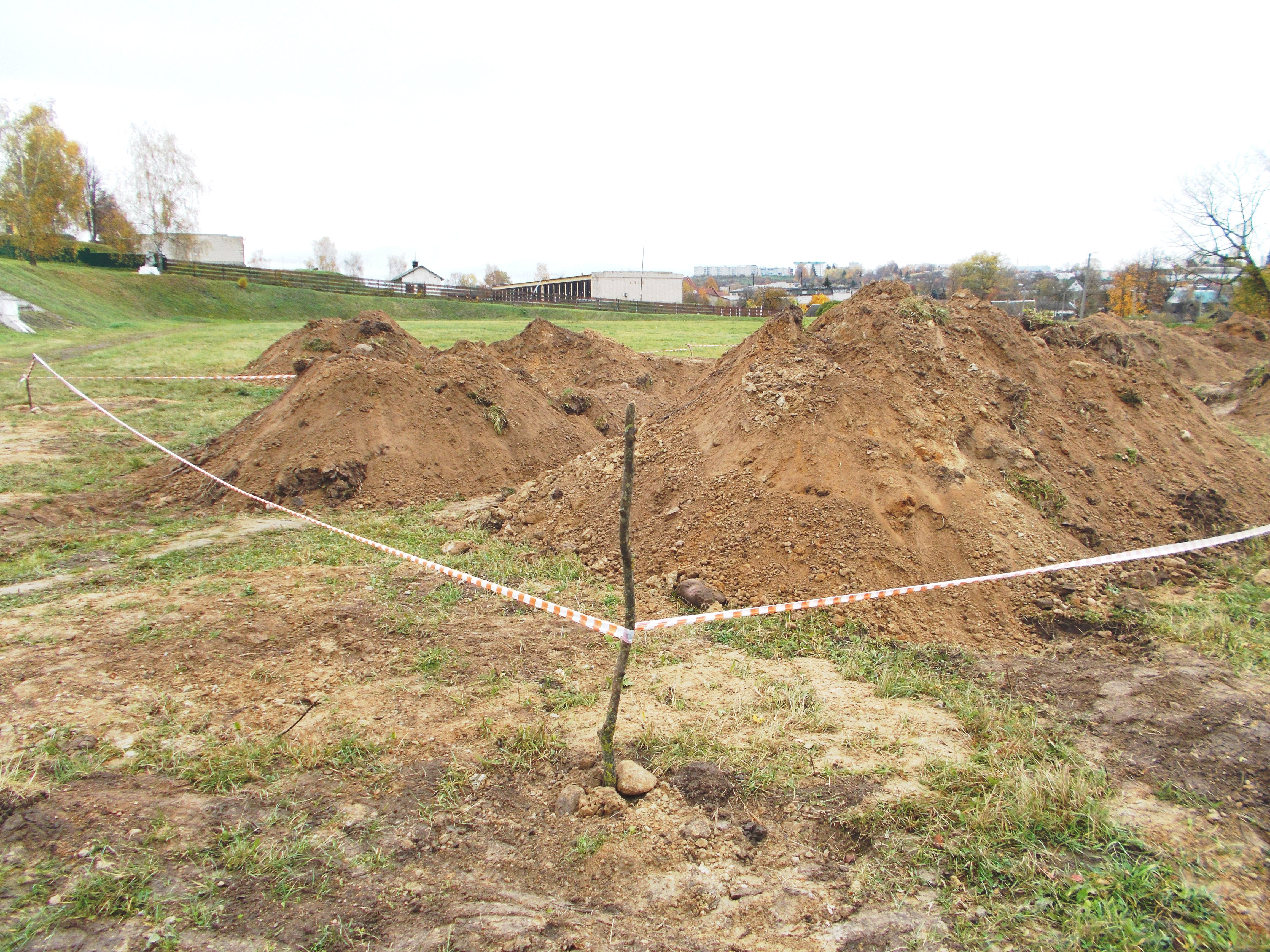
Fouilles sur le site de l'une des fusillades de masse des Juifs au stade de Valozhin (Biélorussie). Les restes des défunts sont réinhumées près du monument (visible en arrière-plan).